# Cmentarz żydowski w Gródku
Cmentarz żydowski w Gródku – nekropolia żydowska w Gródku założona w XIX wieku. 

## Opis

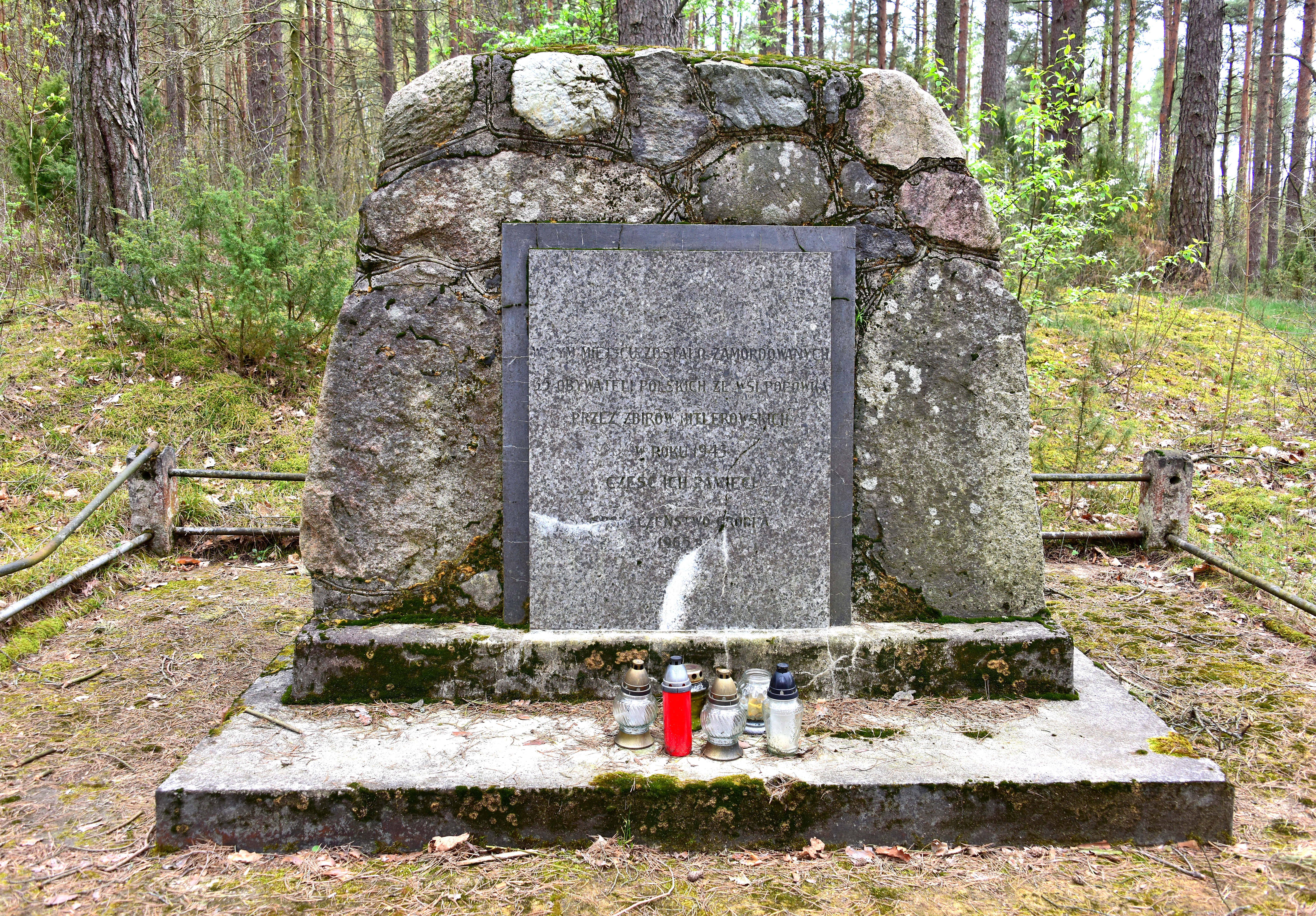
Upamiętnienie zamordowanych mieszkańców Popówki

Nekropolia została zniszczona podczas II wojny światowej. Zachowały się pojedyncze nagrobki i fragmenty grobowców. 
Na cmentarzu znajduje się upamiętnienie zamordowanych tam w 1943 przez Niemców mieszkańców wsi Popówka.
Cmentarz ma powierzchnię 0,8 ha. W 1995 został wpisany do rejestru zabytków.